# Clan MacGregor
Pour les articles homonymes, voir MacGregor.
Le clan MacGregor est un clan écossais des Highlands. Proscrit pendant presque deux cents ans après avoir perdu ses terres dans une longue lutte de pouvoir contre le clan Campbell, le clan MacGregor dit descendre du troisième fils de Kenneth MacAlpin, le premier roi d'Écosse, une descendance qui est proclamée dans la devise du clan en gaélique écossais « 'S Rioghal Mo Dhream », que l'on peut traduire par « Royale est ma Race ».

## Histoire du clan

### Origine du clan
On pense que le clan MacGregor est apparu en Écosse au cours du IXe siècle. Bien que les MacGregor insistent sur le fait que leur nom vient de Gregor, un fils du roi d'Écosse Kenneth MacAlpin, il n'y a aucune preuve corroborant ce fait. Au lieu de cela, la plupart des historiens croient que le clan descend de Griogair, fils de Dungal, qui fut co-souverain d'Alba, une région du centre du Nord de l'Écosse, entre 879 et 889.

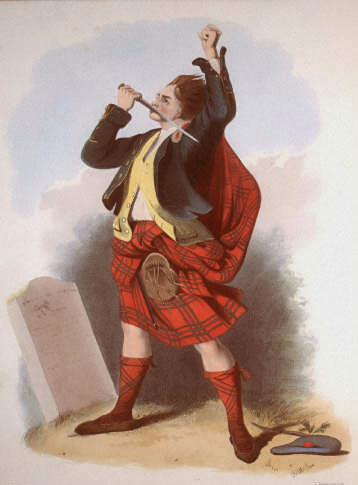
Image d'un membre du clan par R. R. McIan, ddu The Clans of the Scottish Highlands, 1845.

### Guerres d'indépendance de l'Écosse
Pendant la première guerre d'indépendance de l'Écosse, le clan MacGregor a bravement combattu à la bataille de Bannockburn avec à sa tête Malcolm MacGregor.
Les MacGregor ont souffert d'un revers de fortune quand le roi d'Écosse, Robert Bruce, a attribué une partie de leurs terres au clan Campbell. Les MacGregor ont alors combattu les Campbell pendant des décennies et ont été finalement dépossédés de toutes leurs terres. Réduits au statut de hors-la-loi, ils volèrent du bétail et braconnèrent des cerfs pour survivre. Ils devinrent si compétents dans cette spécialité que beaucoup d'autres clans les payaient pour ne pas voler leur bétail pendant qu'ils cherchaient d'autres moyens pour les arrêter. Ils furent formellement bannis en 1603 par le roi Jacques VI qui a décrété que porter le nom MacGregor était une insulte. De cette période est issu le plus célèbre membre du Clan MacGregor : Rob Roy. La persécution des MacGregor s'est terminée en 1774.

### XIVesiècle
La plupart des historiens sont d'accord que le premier chef du clan fût Gregor « of the Golden Bridles ». Le fils de Gregor, Iain Camm ("of the One-Eye") lui a succédé comme second chef vers 1390.
Le château Grant, qui à l'origine appartenait au Clan Comyn, d'après les traditions du Clan Grant a été pris au Clan Comyn par les forces combinées du Clan Grant et du Clan MacGregor. Le Clan Grant et le Clan MacGregor ont donné l'assaut au château, et ont massacré le Chef des Comyn. Les Grant gardèrent son crâne comme trophée de cette victoire.
Dans un revers de fortune, le Roi d'Écosse, Robert Bruce, a accordé le titre de Baron de Loch Awe au Chef du Clan Campbell, qui inclut la plupart des terres des MacGregor. Les Campbell ont expulsé les malheureux MacGregor, les forçant à s'exiler loin de leurs terres jusqu'à ce qu'elles aient été en grande partie réduites à Glenstrae.

### XVIesiècle
Iain de Glenstrae est mort en 1519 sans aucun héritier direct. Ceci a plongé le clan MacGregor dans le désarroi, car les puissants Campbell en ont profité pour affirmer leurs prétentions sur les dernières terres des MacGregor. En 1560, les Campbell ont dépossédé Gregor Roy MacGregor, qui a fait la guerre contre les Campbell pendant dix ans avant d'être capturé et tué. Son fils, Alistair, réclama le leadership des MacGregor mais ne put pas endiguer la marée de persécution qui allait décimer les "Enfants de la brume".
Argyll et les partisans du Clan Campbell ont pourchassé les MacGregor. Environ soixante personnes du clan se sont bravement soulevées à Bentoik contre une partie des deux cents hommes choisis appartenant au Clan Cameron, au Clan MacNab et au Clan Ronald, sous le commandement de Robert Campbell, fils du Seigneur de Glen Orchy. Dans cette bataille, Duncan Aberach, un des chefs du Clan MacGregor, son fils Duncan et sept autres MacGregor ont été tués. Mais ils ont résisté bravement et ont tué beaucoup de leurs assaillants, après beaucoup d'escarmouches et de grandes pertes.
Le Clan MacGregor a combattu contre les Britanniques à la bataille de Pinkie Cleugh en 1547.
En 1558, une inimitié mortelle a eu lieu entre le Clan MacLaren et le Clan MacGregor, lorsque les MacGregor ont abattu quelque 18 hommes du Clan MacLaren avec toutes leurs familles, et ont pris ainsi possession de leurs fermes. Il n'y a pas eu d'enquête sur cet incident jusqu'en 1604 quand les MacGregor furent jugés pour le massacre de nombreux hommes du Clan Colquhoun. Les MacGregor ruminaient leur revanche contre le Clan MacLaren.

Armes du chef du Clan Gregor, le 7e baronet MacGregor of MacGregor.

### XVIIesiècle
À la bataille de Glen Fruin qui eut lieu en 1603, les MacGregor, qui comptaient seulement quatre cents hommes, furent victorieux, battant cinq cents hommes du Clan Colquhoun, dont trois cents cavaliers, à Glen Fruin. Plus de deux cents hommes du Clan Colquhoun furent perdus quand les troupes MacGregor, scindées en deux parties, les ont attaqués par l'avant et l'arrière et ont rabattu les cavaliers vers la terre molle du Moss de Auchingaich. Cela entraina la proscription du Clan MacGregor. Ce n'est qu'au XVIIIe siècle que l'hostilité entre les clans fut éteinte, quand, à Glen Fruin sur l'emplacement du massacre, les chefs des clans MacGregor et Colquhoun se sont rencontrés et se sont serré la main.
Les MacGregor dépossédés volaient du bétail et braconnaient des cerfs pour survivre. Quand John Drummond, le forestier du roi, fut assassiné après avoir pendu des MacGregor pour braconnage, le chef du clan MacGregor a été condamné par le Conseil Privé. En avril 1603, le roi Jacques VI a publié un édit proclamant le nom de MacGregor « altogidder abolisheed », signifiant que ceux qui ont porté le nom doivent y renoncer ou mourir.
MacGregor, avec onze de ses chefs de Clan, ont été pendus à la Croix de Mercat d'Édimbourg en janvier 1604. Le clan MacGregor fut dispersé, beaucoup prenant d'autres noms, tels que Murray ou Grant. Ils furent chassés comme des animaux. La persécution des MacGregor a continué jusqu'en 1774 lorsqu'ils ont été autorisés à être rétablis.
Le Clan MacThomas passait son temps à élever et faire de la reproduction de son bétail ainsi qu'à combattre ceux qui essayaient de le voler. Un incident en 1606 a été appelé "la bataille de Cairnwell". Une force d'environ 200 hommes du Clan MacGregor et des Cataran s'est emparée de 2 700 têtes de bétail des MacThomas. Les MacThomas se vengèrent de leurs ennemis et les battirent, mais pas avant qu'ils aient abattu les bêtes des MacThomas pour la boucherie. Cela a causé beaucoup de dommages financiers aux MacThomas qui, avec quelques-uns de leurs confrères, furent complètement ruinés.

### LaRébellion jacobite
Au XVIIe siècle, au début du soulèvement jacobite, des hommes du clan MacGregor ont combattu à la bataille de Glen Shiel en 1719, mené par leur chef Rob Roy qui fut blessé.
Pendant le soulèvement de 1745 à 1746, le clan MacGregor, qui était sous les ordres du duc de Perth, a combattu dans les rangs jacobites à la bataille de Prestonpans en 1745 et à la bataille de Culloden en 1746.

## Profil du clan
- Origine du nom : fils de Gregory (flocksman)
- Nom gaélique : MacGrioghair ("Fils de Gregory")
- Devise : 'S rioghal mo dhream (Ma Race est Royale) (La Royauté est ma Race) ou (Mon sang est Royal)
- Slogan : "Ard Choille!" (La taille boisée !)
- Cornemuse : Ruaig Ghlinne Freoine - La Chasse (ou Déroute) de Glen Fruin
- Badge : une tête de lion effacée portant une couronne antique à cinq pointes.
- Tartan : rouge, vert et blanc plaid. Sur le rouge, trois traits noir-vert, le trait du milieu coupé en deux par des bords blancs avec du noir.
- Argent : un chêne coupé, surmonté par une épée azur à garde et dans le canton droit une couronne de gueules.

Les membres du Clan étaient appelés "Enfants de la Brume" car, à ce que l'on disait, ils étaient capables de disparaître dans le brouillard des Highlands par la seule force de leur pensée.

## Membres notoires du clan
- Alasdair MacGregor, 1569-1604
- Gregor MacGregor

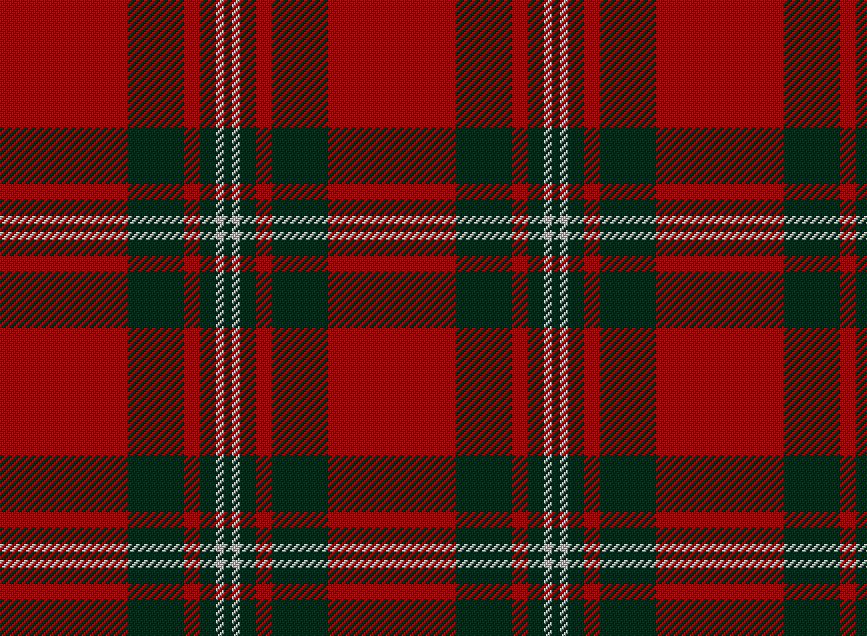
Tartan du Clan McGregor of Cardney, Scottish Register of Tartans.

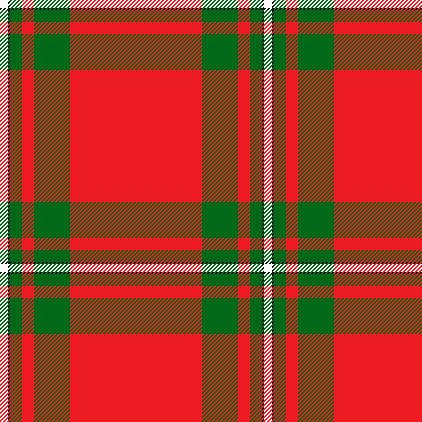
Tartan du Clan McGregor.

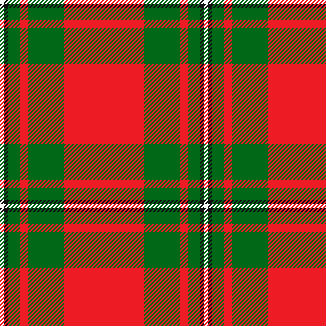
Tartan du Clan McGregor of Cardney.

- Malcolm Gregor Charles MacGregor, 1959-
- Scott David MacGregor
- John Malcolm MacGregor, 1990-*
- Robert Roy MacGregor (Rob Roy)
- Ewan McGregor, acteur, 1971-
- Sir Ian Kinloch MacGregor, 1912-1998.
- James Grierson MacGregor 1905-1989

## Chef du Clan
- Sir Malcolm MacGregor of MacGregor, 7e Baronnet, 24e Chef du Clan Gregor. Sa désignation Gaélique est An t-Ailpeineach, un nom qui se rapporte aux Clann Ailpein - Clan Alpin - le sept le plus ancien de ce clan.

## Septs du Clan
Les septs du clan MacGregor sont :
- Alpin
- Bain
- Beachley
- Black
- Bowers
- Bowie
- Bourachon
- Campal
- Coleman
- Comrie
- Dochart
- Dunn
- Fernandes
- Fletcher
- Greer
- Gregg
- Gregor
- Gregorson
- Gregory
- Greig
- Grewer
- Grier
- Grierson
- Grigg
- Grigor
- Gruer
- Gudger
- Johnson
- King
- Kirkwood
- Lakie
- Landless
- Leckie
- Lockie
- MacAlpin
- MacAdam
- Macaldowie
- Macara
- Macaree
- MacChoiter
- MacConachie
- MacCrowther
- MacEan
- MacEwin
- MacGregor
- MacGrigor
- MacGrowther
- MacGruder
- Macilduy
- MacLeister
- MacLiver
- MacNee
- MacNie
- MacNeice
- MacNeish
- MacPeters
- MacPetrie
- Magruder
- Malloch
- McGehee
- McNish
- Mor
- Neish
- Orr
- Patullo
- Peters
- Petrie
- Pippig
- Roy
- Skinner
- Stirling
- Stringer
- White
- Whyte
- Willox